# Переяслав-Рязанская провинция
Переяслав-Рязанская провинция — одна из провинций Российской империи. Центр — город Переславль-Рязанский.
Переяслав-Рязанская провинция была образована в составе Московской губернии по указу Петра I «Об устройстве губерний и об определении в оныя правителей» в 1719 году. В состав провинции были включены города Переславль-Рязанский, Гремячий, Зарайск, Михайлов, Печерники, Пронск, Сапожок. По ревизии 1710 года в провинции насчитывалось 26,9 тыс. крестьянских дворов.
В ноябре 1775 года начались губернские реформы Екатерины II. В результате Переяслав-Рязанская провинция была упразднена, а вместо неё в 1778 году появилось Рязанское наместничество.